# The Batman (film)
The Batman è un film del 2022 co-sceneggiato, diretto e co-prodotto da Matt Reeves.
Basato sul personaggio di Batman di DC Comics, è un reboot della serie di film su Batman, ed è la prima pellicola del The Batman Epic Crime Saga.
Prodotto da DC Films, 6th & Idaho e Dylan Clark Productions e distribuito da Warner Bros. Pictures, Matt Reeves ha scritto la sceneggiatura insieme a Peter Craig e Mattson Tomlin, e il protagonista Robert Pattinson è affiancato da Zoë Kravitz, Paul Dano, Jeffrey Wright, John Turturro, Andy Serkis e Colin Farrell. La pellicola vede Batman, che combatte il crimine a Gotham City da due anni, alle prese con le indagini sull'Enigmista, uno psicopatico serial killer che prende di mira l'élite della città.
The Batman costituisce un franchise differente rispetto al DC Extended Universe, e intende lanciare un proprio universo condiviso formato da sequel cinematografici e serie televisive spin-off in sviluppo per HBO Max.

## Trama
Nella notte di Halloween, il sindaco di Gotham City Don Mitchell Jr. viene assassinato da un misterioso killer mascherato che si identifica come l'Enigmista. Il giovane e solitario miliardario Bruce Wayne, che opera da due anni come vigilante mascherato nelle vesti di Batman, indaga sull'omicidio assieme al Dipartimento di polizia di Gotham City. Il tenente James Gordon scopre un messaggio che l'Enigmista ha lasciato per Batman. La notte seguente, l'Enigmista uccide il commissario Pete Savage e lascia un altro messaggio per Batman.
Batman e Gordon, entrambi sulle tracce dell'assassino, scoprono che l'Enigmista ha lasciato una chiave USB nell'auto del sindaco contenente immagini dello stesso con una donna, Annika Kosolov, all'Iceberg Lounge, una discoteca gestita dal Pinguino, luogotenente del potente boss mafioso Carmine Falcone. Batman, dopo averla seguita, scopre che Selina Kyle, la coinquilina di Annika, lavora nel club come cameriera. Quando Annika scompare, Batman manda Selina all'Iceberg Lounge per avere risposte e scopre che Savage era sul libro paga di Falcone, così come il procuratore distrettuale Gil Colson.
L'Enigmista rapisce Colson, gli lega al collo una bomba a tempo e, dopo averlo messo alla guida di un'auto, lo manda a interrompere il funerale di Mitchell. Quando Batman arriva, l'Enigmista lo chiama tramite il telefono di Colson e minaccia di far esplodere la bomba se il procuratore non fosse riuscito a rispondere a tre indovinelli. Colson si rifiuta di rispondere al terzo, cioè, fornire il nome dell'informatore che ha passato al GCPD le informazioni che hanno portato a uno storico arresto per droga del mafioso Salvatore Maroni, portandolo alla morte. Batman e Gordon deducono che l'informatore potrebbe essere il Pinguino e lo rintracciano per un affare di droga. Scoprono che l'operazione di Maroni è stata trasferita a Falcone, con il coinvolgimento di molti ufficiali corrotti del GCPD. Selina li espone inavvertitamente quando in un tentativo di furto ai danni del luogotenente scopre il cadavere di Annika nel bagagliaio di un'auto. Dopo un lungo inseguimento in macchina, Batman cattura il Pinguino scoprendo però che non si tratta dell'informatore.
Batman e Gordon seguono le tracce dell'Enigmista fino alle rovine di un orfanotrofio finanziato dai genitori di Bruce, Thomas e Martha Wayne, dove scoprono che l'Enigmista nutre rancore contro la famiglia Wayne. Il maggiordomo e custode di Bruce, Alfred Pennyworth, viene ricoverato in ospedale dopo aver aperto un pacco bomba indirizzato al ragazzo. L'Enigmista fa trapelare le prove che Thomas, candidato a sindaco prima di essere assassinato, assunse Falcone per uccidere un giornalista per aver minacciato di rivelare dettagli su Martha e sulle malattie mentali della sua famiglia. Bruce, cresciuto credendo che suo padre fosse moralmente onesto, ne discute con Alfred, il quale sostiene che Thomas abbia chiesto a Falcone solo di mettere a tacere il giornalista, ma il boss lo aveva ucciso per poter tenere in pugno anche Thomas; quest'ultimo aveva quindi pianificato di consegnare se stesso e Falcone alla polizia. Alfred crede che Falcone abbia fatto uccidere Thomas e Martha per impedirlo.
Selina rivela a Batman che è figlia di Falcone. Decide di ucciderlo dopo aver appreso che è stato il padre a strangolare Annika perché Mitchell le disse che l'informatore era Falcone. Batman e Gordon arrivano in tempo per fermarla, ma l'Enigmista uccide Falcone mentre viene arrestato. L'Enigmista viene smascherato come il contabile forense Edward Nashton e viene incarcerato all'Arkham State Hospital, dove dice a Batman di essersi ispirato a lui, prendendo di mira i corrotti. Batman viene a conoscenza che Nashton ha piazzato autobombe intorno a Gotham e, con i suoi adepti indottrinati online, prevede di assassinare il sindaco eletto Bella Reál.
Le bombe distruggono la diga intorno a Gotham e inondano la città. I seguaci di Nashton tentano di uccidere Reál ma vengono fermati da Batman e Selina. Al manicomio, Nashton viene avvicinato da un misterioso detenuto con il viso sfigurato: il Joker.
Mentre Selina ritiene Gotham irrecuperabile e se ne va, Batman aiuta i cittadini a riprendersi e giura di instillare in loro la speranza.
Al termine dei titoli di coda, appare brevemente un messaggio dell'Enigmista che cita "ADDIO <?>", seguito da una breve apparizione di un link, il quale rimanda al sito https://www.rataalada.com/.

## Personaggi
- Bruce Wayne / Batman, interpretato da Robert Pattinson: giovane miliardario che di notte veste i panni del vigilante Batman, dovrà fare i conti con l'eredità lasciata dalla sua famiglia e dai segreti che gli sono stati nascosti. Batman ha poco meno di trenta anni e non è ancora un combattente del crimine esperto, perché il regista Matt Reeves voleva esplorare il personaggio prima che diventasse "completamente formato". Reeves e Pattinson hanno descritto Batman come un insonne che non riesce a delineare tra il personaggio di Batman e la sua identità pubblica da "rockstar reclusa" come Bruce, con Reeves che paragona la sua ossessione per l'essere Batman a una tossicodipendenza. Pattinson ha anche detto che il film metterebbe in discussione la natura dell'eroismo, dato che Batman è più imperfetto dei supereroi tradizionali e incapace di controllarsi, cercando di elaborare la sua rabbia e infliggere il "suo" tipo di giustizia.
- Selina Kyle / Catwoman, interpretata da Zoë Kravitz: ladra con una passione per i gatti randagi, lavora all'Iceberg Lounge e aiuterà Bruce Wayne nelle sue indagini. Kravitz ha detto che il personaggio sta diventando una femme fatale e deve "capire chi è, al di là di qualcuno che cerca di sopravvivere". L'ha descritta come un personaggio misterioso con motivazioni poco chiare, che rappresenta la femminilità in contrasto con la mascolinità di Batman. Ha detto che i due sono "partner nel crimine", uniti dal loro desiderio di combattere per le persone vulnerabili, e Kravitz si è concentrata più su Selina che sul suo personaggio di Catwoman perché non voleva distrarre dal viaggio emotivo del personaggio: inoltre ha interpretato Selina in chiave bisessuale, come nei fumetti più recenti.[3][4][5][6]
- Edward Nashton / Enigmista, interpretato da Paul Dano: criminale ossessionato dagli enigmi e da Bruce Wayne, metterà a dura prova il Cavaliere Oscuro mettendo in risalto i segreti della sua famiglia. L'Enigmista cerca di "smascherare la verità" su Gotham, schernendo Batman e le forze dell'ordine con enigmi ed indovinelli. Reeves ha spiegato che l'attacco dell'Enigmista a Gotham conferisce al personaggio una sorta di agenda politica, come una figura simile a un terrorista. Ha paragonato poi il personaggio al Killer dello zodiaco, che secondo lui era l'Enigmista della "vita reale", per la sua pratica di comunicare con cifre e indovinelli negli anni del suo operato. Paul Dano ha detto invece che per la sua interpretazione ha bilanciato le basi della vita reale con la teatralità tipica del franchise di Batman.
- James Gordon, interpretato da Jeffrey Wright: poliziotto onesto e incorruttibile che aiuterà Batman nelle sue indagini. Per la prima volta in assoluto James Gordon appare afroamericano, a differenza delle interpretazioni precedenti dove era caucasico. Wright ha descritto Gordon come "relativo a Gotham City, al dipartimento di polizia di Gotham City, a Batman, alla giustizia e alla corruzione". Similmente alla trilogia del cavaliere oscuro di Christopher Nolan, Gordon inizia nella storia come luogotenente del GCPD e non come commissario. Wright sentiva che far iniziare Gordon come luogotenente gli permettesse di interpretare un ruolo più importante rispetto alle precedenti iterazioni cinematografiche.
- Carmine Falcone, interpretato da John Turturro: boss del crimine di Gotham che ha dei legami con la famiglia Wayne. Falcone ha gran parte di Gotham sotto il suo controllo; Turturro stesso lo ha descritto come un "tipo pericoloso", mentre Reeves ha detto che era "apparentemente un mafioso signorile ma si scopre che ha una storia molto, molto oscura alle spalle", e lo ha paragonato a Noah Cross, l'antagonista del film Chinatown interpretato da John Huston. Turturro ha collaborato con suo figlio Amadeo, che è un editore alla DC Comics, per sviluppare Falcone e i suoi modi, ed è stato ispirato dagli avvertimenti che suo padre gli dava da bambino sulla mafia a New York. Falcone indossa occhiali da sole vintage per tutto il film, poiché Turturro sentiva che il personaggio avesse bisogno di una "maschera".
- Alfred Pennyworth, interpretato da Andy Serkis: maggiordomo inglese che ha preso in affidamento Bruce Wayne dopo la morte dei suoi genitori. A differenza delle precedenti incarnazioni cinematografiche, Alfred ha un passato nettamente militare, che si riflette nel suo essere "abituato a regole e regolamenti, struttura e precisione", così come al suo abbigliamento e al suo comportamento. Per illustrare l'aspetto fisico di Alfred come un veterano militare, Reeves ha avuto l'idea di un bastone, mentre Serkis ha suggerito le sue cicatrici facciali. Serkis ha svelato che il suo Alfred era "parte dei servizi segreti e poi del team di sicurezza che si occupava della Wayne Enterprises"; il suo background lo ha portato a diventare più un mentore e un insegnante che la figura paterna di cui Bruce aveva bisogno. Reeves ha notato che Alfred è stato costretto a diventare la figura genitoriale di Bruce nonostante fosse inesperto, e si sente in colpa per il fatto che il modo in cui ha cresciuto Bruce potrebbe averlo portato alla decisione di iniziare il suo viaggio ossessivo nei panni di Batman.
- Oswald "Oz" Cobb / Pinguino, interpretato da Colin Farrell: luogotenente di Falcone che possiede il night club chiamato Iceberg Lounge. Farrell si è reso irriconoscibile per il ruolo grazie al trucco prostetico. In questa pellicola non è ancora il celebre boss del crimine raffigurato nei fumetti e non gli piace essere chiamato "Pinguino". Reeves ha spiegato che lui è un "mafioso di medio livello e fa un po' di spettacolo, ma si vede che vuole di più e che è stato sottovalutato".

Inoltre Jayme Lawson interpreta Bella Reál, una candidata sindaco di Gotham City; Peter Sarsgaard interpreta Gil Colson, un procuratore di Gotham che ha legami con Carmine Falcone; Gil Perez-Abraham interpreta Martinez, un ufficiale del GCPD; Peter McDonald interpreta Kenzie, un ufficiale corrotto del GCPD; Alex Ferns interpreta Pete Savage, il commissario del GCPD; Con O'Neill interpreta Mackenzie Bock, il capo del GCPD; e Rupert Penry-Jones interpreta Don Mitchell Jr., il sindaco di Gotham. Barry Keoghan fa un cameo nei panni del Joker (accreditato nei titoli di coda come "Sconosciuto prigioniero di Arkham").
Altri membri del cast includono: i gemelli Charlie Carver e Max Carver nei panni dei buttafuori dell'Iceberg Lounge (accreditati come "I gemelli"); Hana Hrzic nei panni di Annika, la coinquilina di Selina; Sandra Dickinson nei panni di Dory, domestica e governante di Bruce Wayne; Jay Lycurgo nei panni di un giovane membro di una gang; Luke Roberts e Stella Stocker nei panni dei genitori di Bruce, Thomas e Martha Wayne.

## Produzione

### Sviluppo

#### Ben Affleck

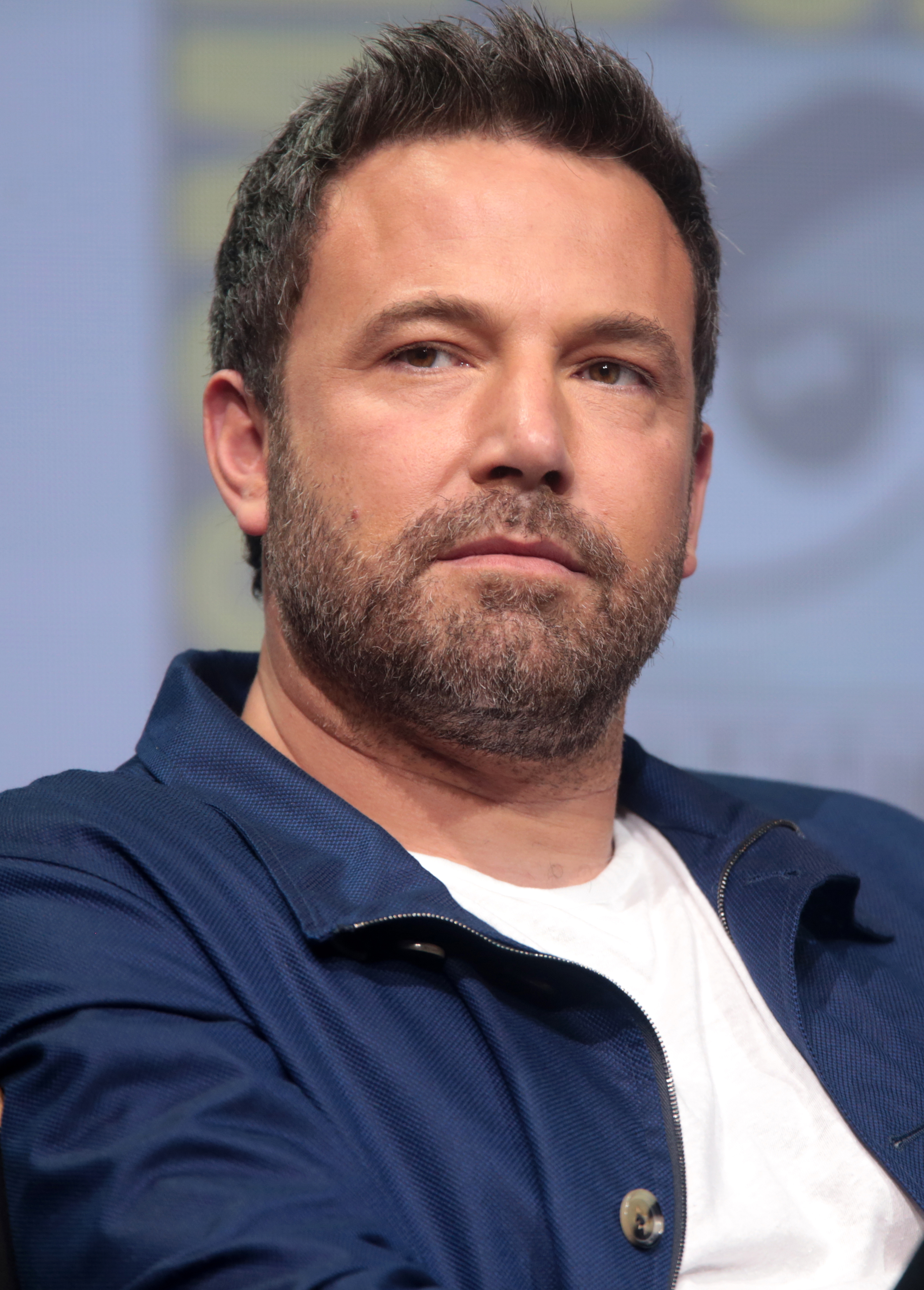
Ben Affleck inizialmente doveva dirigere, scrivere, produrre e recitare in The Batman, ma ha lasciato il progetto nel gennaio 2017 a causa di diversi fattori

Nell'agosto del 2013 Ben Affleck fu scelto per il ruolo di Batman per diversi film ambientati nel DC Extended Universe, interpretando il personaggio nei film Batman v Superman: Dawn of Justice di Zack Snyder, Suicide Squad di David Ayer e Justice League, sempre di Snyder. A ottobre del 2014 Warner Bros. ha rivelato di avere dei piani per un film indipendente su Batman con Affleck protagonista, e che l'attore era in trattative per dirigere il film e co-scrivere la sceneggiatura con il fumettista Geoff Johns entro luglio del 2015. La produzione doveva iniziare dopo che Affleck avesse terminato le riprese del suo film, La legge della notte.
Affleck e Johns hanno terminato la prima bozza a marzo 2016: ambientato dopo gli eventi di Batman v Superman e Justice League, la sceneggiatura raccontava una storia originale ispirata agli elementi dei fumetti, un approccio che Affleck ha paragonato alla storia di Batman v Superman con un'influenza specifica dal graphic novel Arkham Asylum: Una folle dimora in un folle mondo e Batman: Knightfall, così come il videogioco Batman: Arkham Asylum del 2009. Il direttore della fotografia Robert Richardson, assunto all'inizio del progetto, aveva confermato che la sceneggiatura era ambientata principalmente nel manicomio di Arkham, e vedeva Deathstroke orchestrare un'evasione per mettere Batman in difficoltà e renderlo vulnerabile. Batgirl doveva accorrere e aiutare Batman, e Johns ha detto che il film avrebbe anche esplorato la morte di Robin/Jason Todd, a cui si accennava in Batman v Superman.
Il CEO di Warner Bros. Kevin Tsujihara ha confermato al CinemaCon nell'aprile 2016 che Affleck doveva dirigere la pellicola. Jeremy Irons ha dichiarato il mese successivo che avrebbe ripreso il ruolo di Alfred Pennyworth e Joe Manganiello fu scelto per il ruolo di Deathstroke a settembre; nella storia, secondo una dichiarazione di Manganiello, Deathstroke credeva che Batman fosse responsabile della morte di suo figlio e avrebbe distrutto sistematicamente la sua vita e ucciso le persone a lui vicine, paragonando la storia al film The Game - Nessuna regola di David Fincher. Snyder, difatti, aveva inserito una scena dopo i titoli di coda in Justice League, con Lex Luthor (Jesse Eisenberg) che rivelava l'identità segreta di Batman a Deathstroke. Affleck ha rivelato che il titolo era The Batman in ottobre, e a dicembre ha detto che le riprese erano sulla buona strada per iniziare a metà del 2017 e concludersi nel 2018. Quel mese un sequel pianificato di Justice League venne ritardato per favorire il film.
Affleck iniziò a nutrire delle riserve sulla regia del film e nel gennaio 2017 annunciò che avrebbe lasciato, ma che aveva comunque intenzione di recitare e produrre la pellicola. Inizialmente aveva dichiarato di essersi dimesso per concentrarsi maggiormente sul ruolo di Batman, ma presto disse di non essere stato in grado di ottenere la sceneggiatura di cui aveva bisogno e ha sentito che era tempo che qualcun altro "avesse una possibilità" per dirigere il film. Affleck ha poi aggiunto che non pensava che gli sarebbe piaciuto dirigere il film, alla fine, e che avrebbe dovuto essere diretto da qualcuno a cui sarebbe piaciuto lavorarci.

#### Matt Reeves

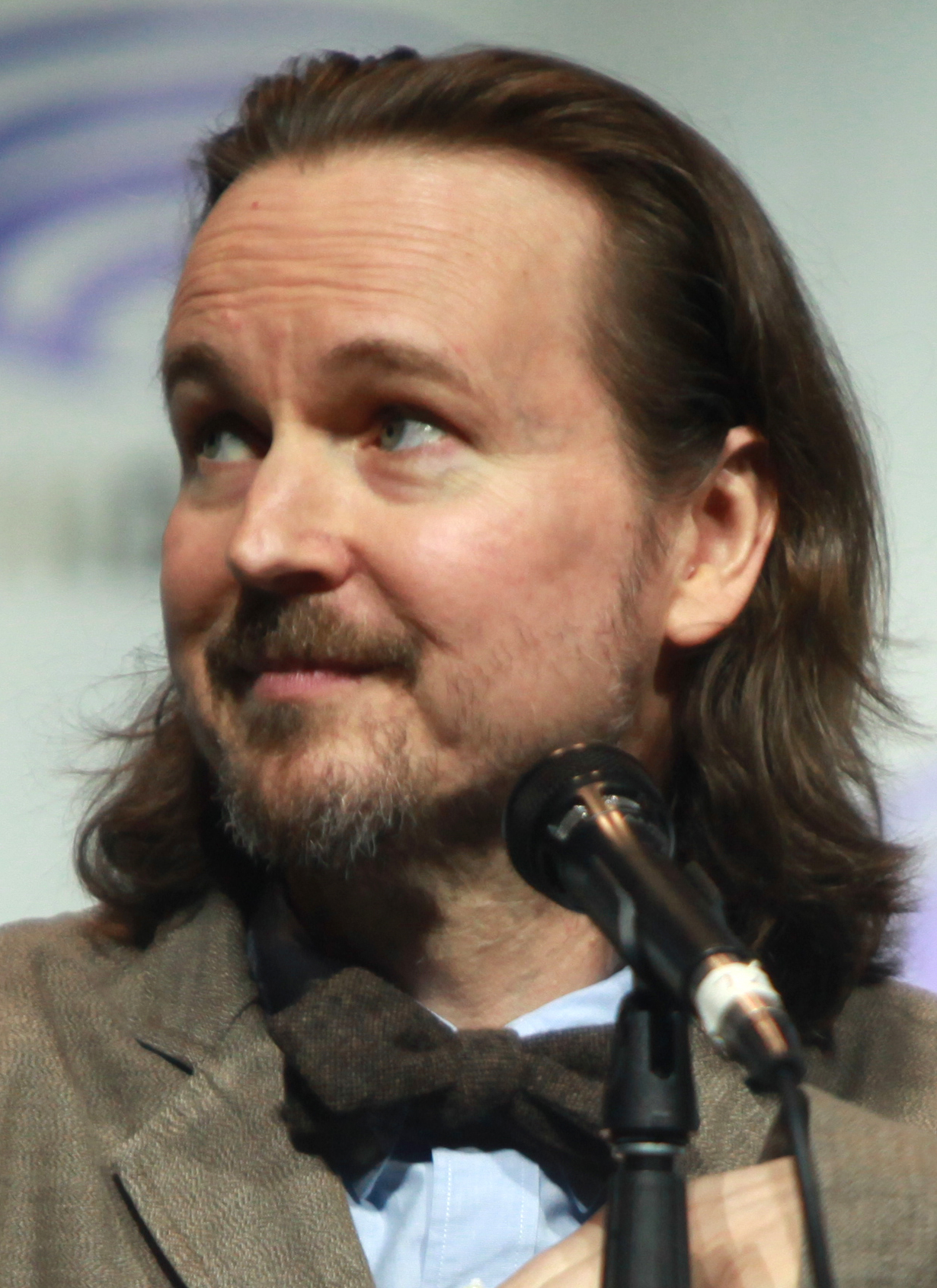
Matt Reeves ha assunto il ruolo di regista e co-sceneggiatore di Affleck e ha scelto di presentare una versione più giovane di Batman.

Matt Reeves, Matt Ross, Ridley Scott, Gavin O'Connor, George Miller, Denis Villeneuve e Fede Álvarez sono stati tutti considerati come sostituti di Affleck da regista. Reeves, un fan di lunga data di Batman, è rapidamente passato in cima alla rosa dei candidati e ha avviato le trattative dopo l'incontro con la Warner Bros. il 10 febbraio 2017. La Warner Bros. gli aveva inviato una copia della sceneggiatura, ma Reeves riteneva che la versione di Affleck, sebbene "totalmente valida", non fosse il film che voleva fare. Reeves voleva unirsi al progetto se gli fosse stato garantito il pieno controllo creativo e il presidente della Warner Toby Emmerich rimase colpito dalle sue idee iniziali, così Reeves venne assunto ufficialmente per dirigere il film il 23 febbraio. Il regista, comunque, non era disposto a condividere la sua visione completa con lo studio perché stava lavorando in quel periodo a The War - Il pianeta delle scimmie, e la Warner Bros. ha deciso di ritardare la produzione fino a quando non fosse stato pienamente disponibile.
Reeves ha iniziato a lavorare alla sceneggiatura nel marzo 2017: inizialmente aveva pianificato di mantenere i collegamenti di The Batman con il DCEU e si era confrontato con Affleck durante il processo di scrittura, ma ha presto rielaborato la storia per concentrarsi su Batman all'inizio della sua carriera di vigilante, con l'intenzione di scegliere un attore più giovane per interpretarlo; la Warner Bros. aveva poi in programma di sostituire Affleck entro luglio 2017. In un panel di Television Critics Association nell'agosto 2018, Reeves ha affermato che lo script era in via di completamento e sperava di finirlo entro breve termine, e mirava a iniziare la produzione tra l'inizio e la metà del 2019. Reeves ha inviato la sua prima bozza alla Warner Bros. il mese successivo. Anche Mattson Tomlin e Peter Craig hanno contribuito alla sceneggiatura, anche se i crediti sono andati perlopiù a Reeves e Craig; Tomlin ha utilizzato alcune delle idee che aveva sviluppato per il film in una miniserie a fumetti, Batman: The Imposter, pensata inizialmente per costituire un prequel del film, ma che poi ha fatto parte del canone dei fumetti originali.
Nel gennaio del 2019 la Warner Bros. ha fissato la data di uscita di The Batman per il 25 giugno 2021 e Affleck ha confermato che non avrebbe ripreso il ruolo, spiegando di avere lasciato a causa a una combinazione di fattori, tra cui il suo divorzio da Jennifer Garner, la produzione travagliata di Justice League e i suoi problemi con l'alcol per i quali era andato in riabilitazione nell'agosto del 2018. Affleck ha raccontato anche che aveva mostrato una versione della sua sceneggiatura di The Batman a un amico che gli aveva detto: "Penso che la sceneggiatura sia buona. Penso anche che cadrai nell’alcolismo fino a morire se rivivrai nuovamente quello che hai appena passato con Justice League."

### Sceneggiatura
Quando Reeves ha deciso di concentrarsi su Batman all'inizio della sua carriera di vigilante, ha iniziato a scrivere una nuova sceneggiatura da zero. La sceneggiatura di Affleck era molto basata sull'azione, ma Reeves voleva una narrazione più personale e voleva esplorare il modo in cui Batman potrebbe esistere nel mondo reale, e ha scelto di ambientare il film durante il secondo anno del suo operato piuttosto che raccontare la storia delle origini, perché voleva che la sua versione di Batman fosse completamente diversa dai film precedenti.
Reeves sapeva fin dall'inizio che il film sarebbe stato ispirato dai fumetti Batman: Il lungo Halloween e il suo sequel Batman: Vittoria oscura di Jeph Loeb e Tim Sale, con Batman a caccia di un serial killer che "avrebbe rivelato il legame tra le persone che sono i pilastri legittimi della città e l'elemento criminale". Ha deciso poi di usare l'Enigmista come antagonista principale dopo aver notato dei parallelismi tra il personaggio e il Killer dello zodiaco. Reeves immaginava che l'indagine di Batman gli avrebbe fatto incontrare altre figure del fumetto, portando all'introduzione di personaggi come Catwoman, il Pinguino e Carmine Falcone; tuttavia ha cercato di assicurarsi che Batman rimanesse sempre al centro della storia.
Reeves ha riletto per prepararsi i suoi fumetti preferiti di Batman, ma non ha basato il film su una trama specifica: particolari influenze sono venute da Batman: Anno uno di Frank Miller e David Mazzucchelli, Batman: Ego di Darwyn Cooke e Anno zero di Scott Snyder e Greg Capullo, e dal lavoro di Bob Kane, Bill Finger e Neal Adams. Reeves ha tratto l'ispirazione per la figura di un Batman giovane e inesperto da Anno uno, per la relazione di Catwoman con Falcone da Il lungo Halloween e Vittoria Oscura, per l'esplorazione della psicologia di Batman e la sua transizione dalla vendetta esigente all'ispirazione di speranza in Ego, e il complotto dell'Enigmista per inondare Gotham in Anno zero. Altri elementi, come la caratterizzazione di Alfred, la campagna per il posto di sindaco di Thomas Wayne, e Martha Wayne che fa parte della famiglia Arkham, proveniva da Batman: Terra uno di Geoff Johns e Gary Frank, e il tema della "vendetta", parola con cui viene spesso soprannominato Batman nel film, è stato ispirato da una celebre frase della serie animata di Batman degli anni '90. Il film presenta anche riferimenti ad altre trame importanti, tra cui Batman: Terra di nessuno e Hush.
Nel creare Bruce Wayne, Reeves voleva allontanarsi dalla tradizionale immagine del personaggio di giovane playboy e socialite; dato che ascoltava la canzone dei Nirvana Something in the Way mentre scriveva il primo atto, decise di basare Bruce su Kurt Cobain e di ispirarsi al film Last Days del 2005, che presenta una versione romanzata di Cobain che vive in un "maniero in decomposizione". Anche il personaggio di Michael Corleone de Il padrino ha influenzato la visione di Reeves su Bruce. Reeves ha descritto il suo Batman come qualcuno che "sta ancora cercando di capire come fare, come essere efficace, e non necessariamente ci sta riuscendo. È distrutto e motivato". Sebbene non descriva l'origine di Batman e l'omicidio dei suoi genitori, il film esplora comunque il costo emotivo che ha sul personaggio, e Reeves afferma che Batman è "emotivamente rachitico a 10 anni, perché è un trauma che non riesci a superare".
A differenza di molti dei precedenti film di Batman, The Batman si concentra sulle abilità investigative dell'Uomo Pipistrello, con Reeves che lo descrive come una "quasi-noir versione poliziesca di Batman" che enfatizza il cuore e la mente del personaggio. Ha anche ritenuto che questo approccio rendesse il film più spaventoso. Reeves ha cercato ispirazione nei film e nei registi dell'era della New Hollywood, tra cui Il braccio violento della legge, Una squillo per l'ispettore Klute, Chinatown, Tutti gli uomini del presidente e Taxi Driver, così come le opere di Alfred Hitchcock. Chinatown e Tutti gli uomini del presidente hanno influenzato la rappresentazione di una Gotham corrotta e fatiscente, mentre la relazione tra Donald Sutherland e Jane Fonda in Una squillo per l'ispettore Klute ha ispirato le dinamiche personali tra Batman e Catwoman. Per trasmettere l'insicurezza di Batman, Reeves ha aggiunto una scena, ispirata a Manhunter, con il vigilante in visita da Joker ad Arkham per chiedergli una "consulenza" sul modus operandi dell'Enigmista; la scena è stata successivamente tagliata dal montaggio finale poiché, a detta del regista, avrebbe rallentato di molto lo sviluppo della trama e inoltre avrebbe distolto l'attenzione dal cattivo principale.
Il film contiene una serie di allusioni storiche, che secondo Reeves lo avrebbero reso più credibile. Due personaggi, il sindaco Don Mitchell Jr. e il procuratore distrettuale Gil Colson, condividono i cognomi con i veri John N. Mitchell e Charles Colson, due membri dell’organizzazione di Richard Nixon rimasti coinvolti nello Scandalo Watergate, e l'omicidio di Colson da parte dell'Enigmista ricalca il vero episodio della morte del fattorino americano Brian Douglas Wells, ucciso il 28 agosto 2003 da un collare esplosivo.

### Cast

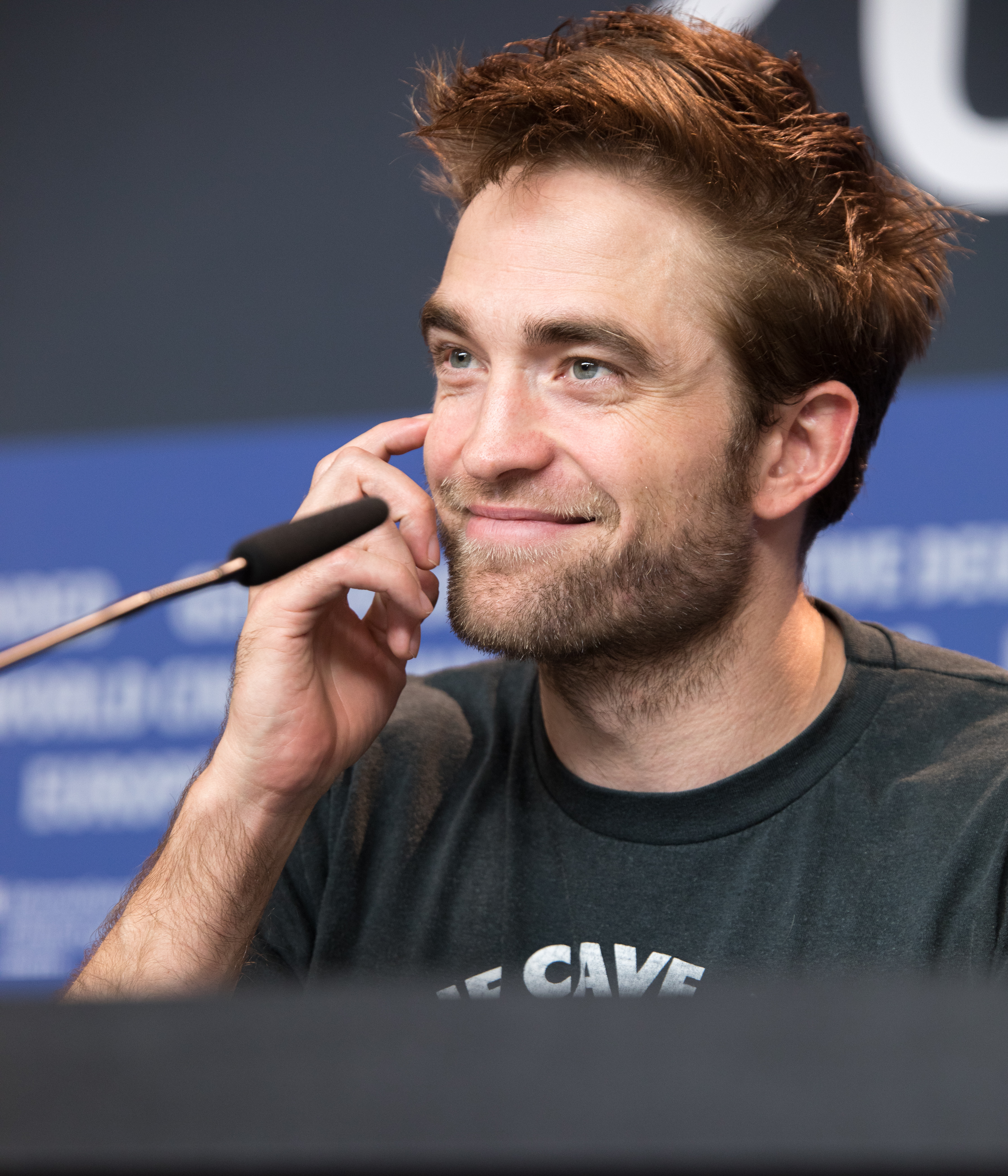
Robert Pattinson, scelto per interpretare la nuova versione di Batman

Robert Pattinson, Nicholas Hoult, Armie Hammer e Aaron Taylor-Johnson erano nella rosa dei candidati per sostituire Affleck nei panni di Batman, con Pattinson in testa. Reeves ha scritto la sceneggiatura pensando a Pattinson dopo aver visto la sua interpretazione in Good Time, ma non era sicuro di essere interessato. Pattinson aveva evitato i principali film in franchising di Hollywood dal suo lavoro nella serie Twilight, poiché trovava quei ruoli noiosi e voleva evitare l'attenzione dei paparazzi. Ciò significava che non era apparso nel Marvel Cinematic Universe (MCU) dei Marvel Studios, il che lo rendeva desiderabile per la Warner Bros. L'altro grande contendente, Hoult, è apparso nei film degli X-Men basati sulla Marvel Comics, ma quelli sono separati dal MCU e Hoult era irriconoscibile per molti di loro a causa di protesi e trucco.
Pattinson si è interessato al ruolo con un anno di anticipo e "ha continuato a controllarlo ossessivamente". Un fan di lunga data di Batman, aveva idee su come portare un ritratto unico della relazione tra le attività dei supereroi di Batman e la sua identità di Bruce rispetto ai precedenti adattamenti cinematografici, ed era interessato alla mancanza di superpoteri del personaggio. Reeves ha passato ore a rivedere il lavoro precedente di Pattinson e Hoult prima di incontrarli nell'aprile 2019. Erano gli unici contendenti per il ruolo entro il 20 maggio ed entrambi sono volati a Burbank, in California, per un provino. Pattinson ha indossato la tuta di Val Kilmer di Batman Forever durante il suo test poiché era l'unico costume esistente che gli stava bene. L'audizione è stata impegnativa perché la tuta era piccola e difficile da spostare, ma Pattinson e Reeves l'hanno trovata un'esperienza "trasformativa". Pattinson è stato scelto il 31 maggio, con uno stipendio di $ 3 milioni.
Il casting di Pattinson è stato accolto con contraccolpo da alcuni fan di Batman, con una petizione su Change.org che chiedeva di annullare la decisione. Pattinson ha detto di aver trovato la risposta meno al vetriolo di quanto si aspettasse e di sentire che essere un perdente significava non avere aspettative da soddisfare nella sua performance. Christian Bale, che ha interpretato Batman nella Trilogia del cavaliere oscuro, ha sostenuto Pattinson, incoraggiandolo a "fare il suo" e ignorare i critici. Bale ha paragonato la rivolta dei fan al contraccolpo che Heath Ledger ha subito quando è stato scelto per interpretare il Joker in Il cavaliere oscuro. Per prepararsi, Pattinson ha studiato la storia di Batman, leggendo fumetti che vanno dall'età d'oro dei fumetti alla corsa 2016-2019 dello scrittore Tom King su Batman. Si è allenato nel jiu-jitsu brasiliano con l'istruttore Rigan Machado, volendo subire un cambiamento fisico in modo simile agli attori di supereroi come Chris Hemsworth, Dwayne Johnson, Robert Downey Jr. e Chris Evans. Ha ricevuto consigli dal regista della trilogia del cavaliere oscuro Christopher Nolan mentre lavorava con lui su Tenet.
Jeffrey Wright è il primo attore di colore a interpretare Gordon; sentiva che il suo casting rifletteva quanto sia diventata diversa l'America dall'introduzione di Batman nel 1939, e ha detto che nessuna delle qualità di Gordon "richiede che sia bianco". In preparazione, Wright ha letto i fumetti di Batman, incluso Il lungo Halloween. Ha guardato ai fumetti della Golden Age perché sentiva che c'era "un lungo arco per Gordon da allora fino ad oggi", che ha ispirato la sua performance. Ha anche basato la sua performance sull'ufficiale di polizia diventato sindaco di New York City Eric Adams.
Jonah Hill inizialmente iniziò le trattative per interpretare l'Enigmista o il Pinguino, ma abbandonò le trattative dopo un mese. Secondo Justin Kroll di Variety, Hill voleva 10 milioni di dollari, più del triplo dell'importo che avrebbe guadagnato Pattinson, mentre Kit ha riferito che la Warner Bros. e Hill non potevano decidere quale ruolo avrebbe assunto. Paul Dano è stato scelto per il ruolo dell'Enigmista dopo che Hill è uscito dai colloqui. Per prepararsi, Dano ha svolto ricerche sui serial killer e ha scelto di leggere questo materiale in luoghi pubblici poiché lo trovava inquietante e non voleva leggerlo da solo. Ha usato il fondatore dei Beach Boys Brian Wilson, che aveva interpretato nel film biografico del 2014 Love & Mercy, come base della sua performance, ed è stato anche influenzato dalle canzoni dei Nirvana. Lo stesso Reeves ha scritto il personaggio dell'Enigmista pensando al ritratto di Wilson da parte di Dano. Dano ha pensato alle motivazioni dell'Enigmista e al senso di potere che il personaggio prova quando indossa una maschera e ha lavorato con un esperto di maschere per capire come affrontare il ruolo in costume.
Zoë Kravitz è stata scelta per il ruolo di Catwoman dopo un provino con Pattinson; in precedenza aveva doppiato il personaggio in The Lego Batman Movie. La direttrice del casting Cindy Tolan ha suggerito Kravitz, e Reeves l'ha scelta al posto di attrici come Ana de Armas, Ella Balinska ed Eiza González, che hanno anche fatto un provino per il ruolo, così come Zazie Beetz, Alicia Vikander, Hannah John-Kamen e Nathalie Emmanuel. Kravitz era riluttante a unirsi a un altro film di supereroi dopo aver lavorato a X-Men: First Class, ma era una fan del personaggio di Catwoman e si sentiva "collegato a lei emotivamente ed anche esteticamente"; sentiva che la sua onestà con Reeves ha giocato un ruolo importante nella sua selezione, e ha spiegato che voleva che Reeves sapesse come sarebbe stato lavorare con lei. Ha fornito consigli su come sviluppare il personaggio di Catwoman, e ha iniziato ad allenarsi con l'istruttore David Higgins due mesi prima delle riprese. Kravitz ha anche studiato filmati di gatti e leoni che combattono per sviluppare i suoi movimenti mentre si esercitava con il coordinatore degli stuntman Rob Alonzo. Ha tratto ispirazione da Anno uno e dal ritratto di Catwoman di Michelle Pfeiffer in Batman Returns.
Reeves ha contattato Andy Serkis riguardo al ruolo di Alfred durante la post-produzione di La guerra per il pianeta delle scimmie, ed era ansioso di lavorare di nuovo con Reeves. Colin Farrell e John Turturro sono stati rispettivamente scelti come Pinguino e Carmine Falcone. Farrell ha cercato ispirazione nel personaggio del Padrino Fredo Corleone e ha lavorato con l'insegnante di dialetto Jessica Drake per sviluppare la voce del Pinguino, mentre Turturro ha collaborato con suo figlio Amadeo, che è un editore alla DC Comics, e Reeves per sviluppare Falcone e i suoi modi di fare. Turturro trasse ispirazione dagli avvertimenti che suo padre gli dava sulla mafia da bambino che cresceva a New York City. Altri membri del cast includono Jayme Lawson, Peter Sarsgaard, Gil Perez-Abraham, i gemelli Charlie e Max Carver, Rupert Penry-Jones, Jay Lycurgo, e Con O'Neill. Lycurgo, che interpreta un criminale, ha girato le sue scene un anno prima di unirsi alla serie DC Titans come Tim Drake.
Reeves non era sicuro se l'aspetto del Joker sarebbe stato mantenuto nell'uscita nelle sale, o se l'attore che lo interpretava sarebbe stato in grado di riprendere il ruolo in futuro. Di conseguenza, sentiva che l'attore che interpretava il Joker doveva essere "senza paura". Reeves ha incontrato Barry Keoghan, che era ansioso di accettare l'offerta. Il team di produzione ha tentato di mantenere segreto il ruolo di Keoghan annunciando che stava interpretando il personaggio di "Anno uno" Stanley Merkel quando è stato scelto, ma il fratello di Keoghan ha rivelato la verità sui social media prima del uscita del film.

### Riprese
Le riprese principali sono iniziate nel gennaio 2020 a Londra, con il titolo provvisorio “Vengeance”, e si sono concluse il 13 marzo 2021. Le riprese della seconda unità si sono svolte a dicembre 2019. Greig Fraser è stato direttore della fotografia; in precedenza ha lavorato con Reeves in Bloody Story. Le scene del cimitero sono state girate alla necropoli di Glasgow in Scozia a metà febbraio 2020, prima di trasferirsi a Liverpool a marzo. Le riprese a Londra si sono svolte presso la O2 Arena, il nightclub Printworks, la metropolitana di Kingsway, il Two Temple Place, la Somerset House e le aree vicino al fiume Tamigi. Le riprese a Liverpool si sono svolte presso la St George's Hall, il cimitero di Anfield, la Walker Art Gallery, Wellington Square, la County Sessions House e il Royal Liver Building. Una scena è stata girata all'Hartwood Hospital abbandonato a Shotts, in Scozia, mentre alcune riprese in esterni e acrobazie sono state girate a Chicago.
Fraser ha utilizzato l'acquisizione digitale sulle fotocamere Arri Alexa LF, con obiettivi anamorfici ALFA personalizzati. Su suggerimento di Reeves ha tentato di trasmettere il film dal punto di vista di Batman. Ha descritto le riprese del film come "uno dei lavori di illuminazione più impegnativi che abbia mai fatto"; girare Pattinson con il costume di Batman è stato particolarmente difficile poiché non voleva che le ombre oscurassero i dettagli del costume. Pattinson si è rotto il polso eseguendo un'acrobazia verso l'inizio della produzione e ha descritto di sentirsi "molto solo" durante le riprese a causa della natura insulare delle riprese notturne e della sua incapacità di togliersi il costume fuori dal set.
Reeves è stato un regista meticoloso e ha descritto The Batman come "la narrativa più intricata che abbia mai provato ad affrontare". Pattinson ha detto che Reeves ha chiesto molte riprese e l'adattamento a un tale approccio ha richiesto del tempo. Kravitz ha descritto Reeves come "la persona e il regista più specifico con cui abbia mai lavorato", citando un caso particolare in cui le disse di non chiudere la bocca poiché pensava che fosse necessario essere aperti per trasmettere una certa emozione. Reeves ha mostrato le diverse riprese agli attori dopo le riprese per illustrare le "sfumature fondamentali" che aveva visto. Una scena, in cui Batman e l'Enigmista comunicano tramite videotelefonata, ha richiesto oltre 200 riprese. Pattinson ha intuito che Reeves stesse "montando l'intero film, ogni singola ripresa", cosa che Reeves ha detto era corretta e non qualcosa che avevano osservato altri attori con cui aveva lavorato. Reeves ha sviluppato questo stile di riprese, in cui ha trascorso più tempo da meno angolazioni, mentre dirigeva la serie televisiva Felicity.
Per le scene di combattimento, Reeves voleva allontanarsi dalle sequenze "cinetiche e rapide" che i precedenti registi di Batman come Tim Burton e Nolan avevano girato. Voleva che gli spettatori "vedessero realmente cosa sta succedendo... in un modo assolutamente convincente". La fotografia della scena dell'inseguimento con la Batmobile è stata ispirata dalla scena dell'inseguimento in macchina ne Il braccio violento della legge. Reeves aveva originariamente pianificato di filmare la scena su un'autostrada di Liverpool, ma invece l'ha filmata al Dunsfold Aerodrome dopo aver stabilito che una pista avrebbe consentito un maggiore controllo. Le parti sono state girate anche alla raffineria di Coryton. Un'auto con videocamera con un rig a 360 gradi simile a una "idra" è stata utilizzata per catturare le riprese della piastra di sfondo. La ripresa in cui la Batmobile salta attraverso il fuoco è stata eseguita praticamente, sebbene le palle di fuoco siano state potenziate in post-produzione. Le riprese degli interni dell'auto del Pinguino sono state ottenute con un impianto di girarrosto su un gimbal rotante attaccato all'auto in cui si trovava Farrell. Per trasmettere l'inseguimento dal punto di vista di Batman, Fraser ha attaccato "telecamere ad auto e moto, anche se tecnicamente era davvero difficile da fare... Abbiamo combattuto contro la logistica. Abbiamo combattuto contro il tempo. Abbiamo combattuto contro tutto ciò che ci diceva di non farlo in questo modo." Fraser ha utilizzato diversi obiettivi della fotocamera e li ha rivestiti di silicone per simulare pioggia e sporco e immergere lo spettatore.
Industrial Light & Magic (ILM) ha fornito la tecnologia di produzione virtuale StageCraft che Fraser ha contribuito a sviluppare nella serie Disney+ Star Wars The Mandalorian, con un muro di pannelli LED che consente il rendering degli sfondi degli effetti visivi in tempo reale tramite Unreal Engine 4. Il muro è stato costruito attorno a set pratici esistenti; è stato utilizzato per scene che coinvolgono il grattacielo abbandonato dove è posizionato il Bat-Segnale in modo che Reeves e Fraser potessero filmare con un'illuminazione costante dell'ora d'oro, il che è difficile quando si gira sul posto. L'uso della produzione virtuale significava anche che l'illuminazione ha avuto un impatto sugli attori e ambientata in un modo che la tecnologia dello schermo verde non poteva. Reeves è stato ispirato dall'illuminazione di In the Mood for Love. Il team di produzione ha avuto solo poche settimane per girare le scene.
Reeves ha filmato scene false con Keoghan che interpretava Merkel per evitare che il suo ruolo reale trapelasse, e durante le scene di Joker vere e proprie, Reeves ha tenuto la faccia di Keoghan fuori fuoco per indicare che il Joker era ancora nelle sue fasi formative. Il team di produzione ha discusso brevemente della rimozione della sottotrama in cui i seguaci online dell'Enigmista tentano di assassinare Bella Real a causa delle sue somiglianze con l'attacco al Campidoglio degli Stati Uniti del 2021, avvenuto durante gli ultimi mesi di riprese, ma Reeves ha deciso che era troppo parte integrante della storia e abbastanza diverso dall'attacco.

### Post-produzione
L'inseguimento della Batmobile è stata la prima scena su cui ha lavorato il montatore del suono Will Files e ha usato un effetto sonoro a razzo di bottiglia come base per il suono dell'auto. Files ha lavorato con Douglas Murray e Andy Nelson per completare la sequenza. Il rumore del motore principale della Batmobile proveniva da un motore Ford big block, mentre l'effetto sonoro del compressore era una registrazione Jeep della seconda guerra mondiale invertita.
La Warner Bros. ha tenuto le proiezioni di prova alla fine del 2021; alcune prime proiezioni hanno mostrato un taglio di quattro ore. Al pubblico di prova non è stato detto che avrebbero visto The Batman fino all'ingresso nel teatro. Il primo montaggio era più lungo di quanto Reeves intendesse, e lo descrisse come approssimativo, dicendo: "Non avevo ancora terminato il montaggio del film. C'era così tanto del film ancora da toccare". Reeves era "terrorizzato" alla prima proiezione di prova, ma è stato sollevato quando il pubblico di prova ha apprezzato la complessa narrativa. Riteneva "in qualche modo convalidato che questa fosse una direzione di cui il pubblico sarebbe stato entusiasta" e le future proiezioni di prova hanno avuto una ricezione migliore. Reeves "ha fatto strada, a poco a poco attraverso il taglio e ha apportato piccoli aggiustamenti per assicurarsi che le piccole cose che forse non erano abbastanza chiare diventassero più chiare". Le proiezioni di prova successive hanno mostrato due tagli, con un attore sconosciuto, forse Keoghan, incluso in uno solo. La proiezione finale si è svolta durante la settimana che inizia il 29 novembre, dopodiché i dirigenti della Warner Bros. hanno deciso quale taglio preferire. Reeves ha mantenuto la penultima scena, in cui il Joker fa amicizia con l'Enigmista ad Arkham, perché sentiva che aumentava la posta in gioco della conversazione finale di Batman e Catwoman mentre completava l'arco narrativo dell'Enigmista, ma ha tagliato la scena ispirata a Manhunter - Frammenti di un omicidio perché non era necessaria e interrompeva il ritmo. Il montaggio finale dura 176 minuti inclusi i crediti, rendendo The Batman il film di Batman più lungo e il terzo film di supereroi più lungo dopo Zack Snyder's Justice League e Avengers: Endgame.
Nel gennaio 2022, The Batman ha ricevuto una valutazione PG-13 dalla Motion Picture Association, nonostante le ampie speculazioni e le discussioni interne alla Warner Bros. sul fatto che il suo tono cupo e il contenuto violento lo avrebbero portato a essere il primo film di Batman con un rating R. Il film è stato in grado di ricevere una valutazione PG-13 perché non include eccessiva volgarità o nudità. Rebecca Rubin di Variety ha affermato che un rating R avrebbe potuto danneggiare il potenziale al botteghino del film impedendo a molti giovani maschi di vederlo, osservando che i due precedenti film DC classificati come R, Birds of Prey e la fantasmagorica rinascita di Harley Quinn e The Suicide Squad, entrambi hanno sottoperformato commercialmente. Reeves ha detto che aveva sempre intenzione di realizzare The Batman PG-13 e che non c'era un taglio alternativo con classificazione R. Ha aggiunto che una valutazione PG-13 è stato uno dei pochi mandati di studio che ha dovuto affrontare.

## Colonna sonora
Nell'ottobre del 2019 Reeves annunciò che il suo consueto collaboratore Michael Giacchino avrebbe composto la colonna sonora del film. Nel film sono presenti anche Something in the Way dei Nirvana e la versione cantata da Dean Martin di Nel blu dipinto di blu. Nelle prime settimane del 2022 sono stati pubblicati i temi di Batman, dell'Enigmista e di Catwoman. Inoltre in diverse occasioni durante il film viene accennato il tema dell'Ave Maria di Schubert, sia cantata dagli orfanelli che in versione strumentale.

## Promozione
Il primo trailer del film è stato diffuso durante la DC FanDome del 22 agosto 2020. Una versione estesa del trailer del DC Fandome è uscito in contemporanea in sala con The Suicide Squad - Missione suicida. Il secondo trailer è stato diffuso durante il successivo DC FanDome del 16 ottobre 2021. Un terzo trailer intitolato The Bat and The Cat è stato diffuso a sorpresa il 27 dicembre 2021. Il 29 dicembre 2021, è trapelata in rete una clip di 3 minuti riguardante una scena di un funerale. Dopo una settimana Warner Bros., ha pubblicato la clip sui suoi canali.

## Distribuzione
La distribuzione nelle sale statunitensi era inizialmente programmata al 25 giugno 2021, successivamente è stata posticipata a causa della pandemia di COVID-19 inizialmente al 1º ottobre 2021, poi al 4 marzo 2022. Con la presentazione del secondo trailer al DC FanDome, è stato confermato che la distribuzione del film in Italia avviene il 3 marzo 2022, anticipando quella statunitense. In Russia il film non è stato distribuito in segno di protesta della Warner contro il conflitto in Ucraina.

### Divieti
Negli Stati Uniti il film ha ricevuto un rating PG-13 per la presenza di «eccessiva violenza, contenuto disturbante, droghe, linguaggio scurrile e elementi allusivi». In Italia ha invece ricevuto il rating 6+ per la presenza di uso di armi e violenza.

### Edizione italiana
La direzione del doppiaggio e i dialoghi italiani sono curati da Marco Mete per conto della Laser Digital Film che si è occupata anche della sonorizzazione.

## Accoglienza

### Incassi
The Batman ha incassato 369345583 $ in Nordamerica e 402973732 $ nel resto del mondo, per un totale mondiale di 772319315 $, a fronte di un budget di circa 185-200 milioni $. Il film è al settimo posto come incasso mondiale del 2022 e al 7º posto come incasso nel Nord America del 2022.
Negli Stati Uniti e in Canada The Batman avrebbe dovuto incassare $115–170 milioni da 4.417 sale nel suo weekend di apertura e circa $330–475 milioni per il suo totale al botteghino nazionale. I biglietti per le proiezioni IMAX anticipate sono andati esauriti entro un giorno dalla messa in vendita l'8 febbraio 2022. Il film ha incassato $57 milioni nel suo primo giorno negli Stati Uniti e in Canada, inclusi $17,6 milioni dalle anteprime del giovedì sera e $4 milioni dalle proiezioni anticipate di martedì e mercoledì. Ha incassato $134 milioni nel weekend di apertura, diventando il secondo film dell'era della pandemia a incassare oltre $100 milioni a livello nazionale nel weekend di apertura. Divenne anche, in soli tre giorni, il film della Warner Bros. nel periodo di pandemia con il maggior incasso nazionale. Più del 65% del pubblico nel weekend di apertura era di sesso maschile, mentre oltre il 60% aveva un'età compresa tra 18 e 34 anni.
In Corea del Sud, il film ha aperto a $1,7 milioni, la migliore apertura nel paese nel 2022. Fino al 2 marzo aveva guadagnato $5,3 milioni di in otto paesi. In Francia, ha guadagnato $2,1 milioni, l'apertura più alta per il 2022. Fino al 4 marzo aveva guadagnato circa $54 milioni in 74 paesi al di fuori degli Stati Uniti e del Canada. Nel Regno Unito ha aperto a $6,4 milioni, la seconda apertura più alta nel paese durante la pandemia. Ha avuto anche la seconda apertura pandemica più alta in Spagna, guadagnando $1,2 milioni. Ha incassato circa $124,2 milioni entro la fine della settimana in 74 paesi al di fuori degli Stati Uniti e del Canada e si è classificato primo in 73 di essi durante il fine settimana. Ha guadagnato $22,3 milioni a livello globale nelle sale IMAX, il secondo weekend di apertura più alto per la catena da dicembre 2019. Inoltre, ha avuto il secondo weekend di apertura più alto dell'era della pandemia in sedici paesi tra cui Regno Unito ($18,1 milioni), Messico ($12,1 milioni), Australia ($9,3 milioni), Brasile ($8,8 milioni), Francia ($8,4 milioni), Germania ($5,1 milioni) e India ($3,4 milioni).
In Italia ha incassato 10,2 milioni di euro.

### Critica
Il film ha ricevuto recensioni molto positive da parte della critica e del pubblico, sull'aggregatore di recensioni Rotten Tomatoes, ha una percentuale di gradimento dell'85% basato su 524 recensioni con un voto medio di 7.7 su 10, il consenso critico del sito recita: "Un super-noir cupo, grintoso e avvincente, The Batman si colloca tra le uscite live-action più cupe - e più elettrizzanti - e ambiziose del Cavaliere Oscuro". Su Metacritic, che utilizza una media ponderata, ha assegnato alla pellicola il voto di 72 su 100 basato su 68 recensioni indicando "recensioni generalmente favorevoli".
Il pubblico intervistato da CinemaScore ha assegnato al film un voto medio di "A–" su una scala da A+ a F, mentre quelli di PostTrak gli hanno assegnato un punteggio positivo dell'87% (con una media di 4,5 stelle su 5), con il 71% che ha affermato che lo avrebbe consigliato vivamente.
Il collaboratore di IGN Alex Stedman ha assegnato un punteggio di 10 su 10, scrivendo: "The Batman è un thriller poliziesco psicologico avvincente, stupendo e, a volte, davvero spaventoso che dà a Bruce Wayne il giallo radicato che merita".
Peter Bradshaw di The Guardian ha elogiato le performance ma ha ritenuto che "inevitabilmente, cala la notte sull'ultima iterazione di Batman con la nebulosa sensazione che, ovviamente, non fosse davvero in gioco nulla".
Scrivendo per The National, Jason Mottram ha definito il film "uno dei cinecomics più oscuri e avvincenti dell'era moderna" elogiando le performance, le sequenze d'azione e la storia.
Il recensore di Digital Spy Ian Sandwell ha elogiato le performance e ha ritenuto che "È facile sbagliare Batman, ma Reeves non minaccia nemmeno di farlo. The Batman è una nuova versione avvincente, agghiacciante e fresca dell'iconico eroe DC che ti lascerà con la voglia disperata di un'altra visita in questo mondo realizzato in modo impeccabile."
Clarisse Loughrey di The Independent ha assegnato al film una valutazione di 4/5 e ha scritto "La versione di Matt Reeves del Crociato Incappucciato potrebbe non essere un miracolo che definisce il genere, ma offre un ritratto intimo e affusolato, mentre Catwoman di Zoë Kravitz conferisce al ruolo una sensualità quasi estinta".
Tushar Joshi di India Today ha assegnato al film una valutazione di 4/5 e ha scritto "The Batman di Matt Reeves e Robert Pattinson è il film di supereroi più bello e tosto che ho visto da molto tempo. Non sembra nemmeno un film di supereroi ed è questo che lo rende così maledettamente bello".
Saibal Chatterjee di NDTV ha assegnato al film un punteggio di 3/5 dicendo: "a causa della cinematografia di prim'ordine e del supereroe minaccioso ed emotivamente ferito di Pattinson, The Batman non è il capolavoro che altrimenti avrebbe potuto essere".

## Riconoscimenti
- 2023 – Premi Oscar
  - Candidatura al miglior trucco e acconciatura a Naomi Donne, Mike Marino e Mike Fontaine
  - Candidatura ai migliori effetti speciali a Dan Lemmon, Russell Earl, Anders Langlands e Dominic Tuohy
  - Candidatura al miglior sonoro a Stuart Wilson, William Files, Douglas Murray e Andy Nelson
- 2023 – Premio BAFTA
  - Candidatura al miglior trucco e acconciature a Naomi Donne, Mike Marino e Mike Fontaine
  - Candidatura ai migliori effetti speciali a Dan Lemmon, Russell Earl, Anders Langlands e Dominic Tuohy
  - Candidatura alla migliore fotografia a Greig Fraser
  - Candidatura alla migliore scenografia a James Chinlund
- 2021 – Golden Trailer Awards
  - Candidatura al miglior teaser
  - Candidatura alla miglior grafica di movimento nei titoli
  - Candidatura al miglior montaggio del suono
- 2022 – ACCEC Award
  - Miglior film
  - Miglior attore cinematografico a Robert Pattinson
- 2022 – Saturn Award
  - Miglior regia a Matt Reeves
  - Migliori costumi a Jacqueline Durran, David Crossman e Glyn Dillon
  - Candidatura alla migliore trasposizione da fumetto a film
  - Candidatura al miglior attore a Robert Pattinson
  - Candidatura alla miglior attrice a Zoë Kravitz
  - Candidatura al miglior attore non protagonista a Paul Dano
  - Candidatura al miglior attore non protagonista a Colin Farrell
  - Candidatura alla miglior colonna sonora a Michael Giacchino
  - Candidatura alla miglior sceneggiatura a Matt Reeves e Peter Craig
  - Candidatura al miglior montaggio a William Hoy e Tyler Nelson
  - Candidatura alla miglior scenografia a James Chinlund
  - Candidatura al miglior trucco a Naomi Donne e Mike Marino
- 2023 – Grammy Award
  - Candidatura alla miglior canzone per arti visive a Michael Giacchino

## Altri media
Un romanzo prequel, "Before the Batman: An Original Movie Novel", è stato scritto da David Lewman e pubblicato il primo febbraio 2022; la storia esplora le origini di Batman e dell'Enigmista. A marzo, Matt Reeves ha annunciato "Riddler: Year One", un fumetto sempre prequel pubblicato ogni due mesi attraverso l'etichetta Black Label della DC Comics a partire da ottobre 2022. La serie limitata di 6 numeri è scritta da Paul Dano e illustrata da Stevan Subic.

## Sequel e spin-off

### Sequel
Il film dovrebbe essere il primo di una nuova trilogia cinematografica di Batman creando, così, un universo condiviso incentrato su Batman separato dal DCEU. I membri chiave del cast hanno firmato per i film futuri a partire da novembre 2019. Nel dicembre 2021, Pattinson ha affermato di avere idee per sviluppare il personaggio di Batman in altri film, mentre Clark ha affermato che The Batman avrebbe gettato le basi su cui costruire i film futuri. Pattinson e Reeves hanno espresso interesse a presentare Robin e a introdurre la Corte dei gufi, Mr. Freeze, l'Uomo Calendario, Hush o il Joker come cattivi in un sequel. Nell'ottobre 2022, Reeves incontrò registi e sceneggiatori per diversi film e serie televisive che erano in fase di sviluppo iniziale e incentrati sui membri della lista dei nemici di Batman, come lo Spaventapasseri, Clayface e il Professor Pyg. Nell'aprile dello stesso anno, è annunciato un sequel al CinemaCon. Nel gennaio 2023 viene ufficializzato il titolo del sequel che sarà The Batman - Part II e anche la data d'uscita per il 1º ottobre 2027. Viene inoltre confermato che il film farà parte della categoria DC Elseworlds.

### Spin-off

#### The Penguin
A settembre del 2021 HBO Max stava sviluppando una serie spin-off incentrata sul Pinguino. Lauren LeFranc è stata assunta come showrunner, con Reeves e Clark come produttori esecutivi. Colin Farrell ha firmato per riprendere il suo ruolo a dicembre, figurando anche come produttore esecutivo. Reeves ha paragonato la serie ai film Quel lungo venerdì santo e Scarface, descrivendo l'ascesa al potere del Pinguino nel mondo criminale di Gotham in seguito agli eventi del film. Lo spin-off era l'ultimo in fase di sviluppo entro marzo 2022, e Reeves ha affermato che sarebbe arrivato prima di un eventuale sequel di The Batman.

#### Serie sul GCPD
Nel luglio del 2020 HBO Max si è impegnata in una serie televisiva poliziesca incentrata sul dipartimento di polizia di Gotham City, con Terence Winter in qualità di sceneggiatore e showrunner. Reeves, Winter, Clark, Daniel Pipski e Adam Kassan erano i produttori esecutivi della serie, ancora senza titolo. All'evento virtuale DC FanDome nell'agosto 2020, Reeves ha detto che la serie sarebbe stata un prequel di The Batman, ambientato durante il primo anno di carriera di Batman e incentrato sulla corruzione a Gotham e nel GCPD. Ha anche detto che la serie sarebbe stata raccontata dal punto di vista di un particolare poliziotto disonesto, e la storia sarebbe stata una "battaglia per la sua anima", ispirandosi al film Il principe della città. Nel novembre 2020, Winter ha lasciato il progetto a causa di divergenze creative e Joe Barton è stato assunto per sostituirlo nel gennaio del 2021. La HBO aveva ancora problemi creativi con il progetto, in particolare con il fatto di avere per protagonista un poliziotto corrotto, e incoraggiò Reeves a concentrarsi invece su personaggi dei fumetti esistenti. Nel marzo 2022, Reeves ha dichiarato che la serie era stata sospesa e non stava più andando avanti, anche se sperava di rivisitarla in futuro. Prima di questo dietrofront, Jeffrey Wright, l'interprete di Gordon, aveva rivelato che c'erano state discussioni sulla sua apparizione nella serie ma non aveva idea degli sviluppi eventuali prima dell'uscita del film. Variety ha riferito successivamente in ottobre che la serie era ancora in fase di sviluppo; nel luglio 2024 la serie è stata cancellata.

#### Serie sull'Arkham State Hospital
Quando ha rivelato che la serie spin-off del GCPD non sarebbe andata avanti nel marzo 2022, Reeves ha spiegato che aveva cominciato a lavorare su una nuova idea basata sul manicomio di Arkham. La serie, secondo l'idea originale, esplorerà le origini del manicomio del film e di diversi personaggi ad esso correlati. La serie televisiva avrà anche tinte horror, con il manicomio di Arkham che sarà raffigurato al pari di una casa infestata. Il 17 dicembre 2023, il co-presidente e co-amministratore dei DC Studios James Gunn ha dichiarato che la serie sarà ancora sviluppata da Reeves, ma sarà parte del DC Universe (DCU), portando la serie a non entrare in continuità con i film e le serie di The Batman. Nel luglio 2024, la serie è stata definitivamente abbandonata.